# Gardes suisses (Frankreich)

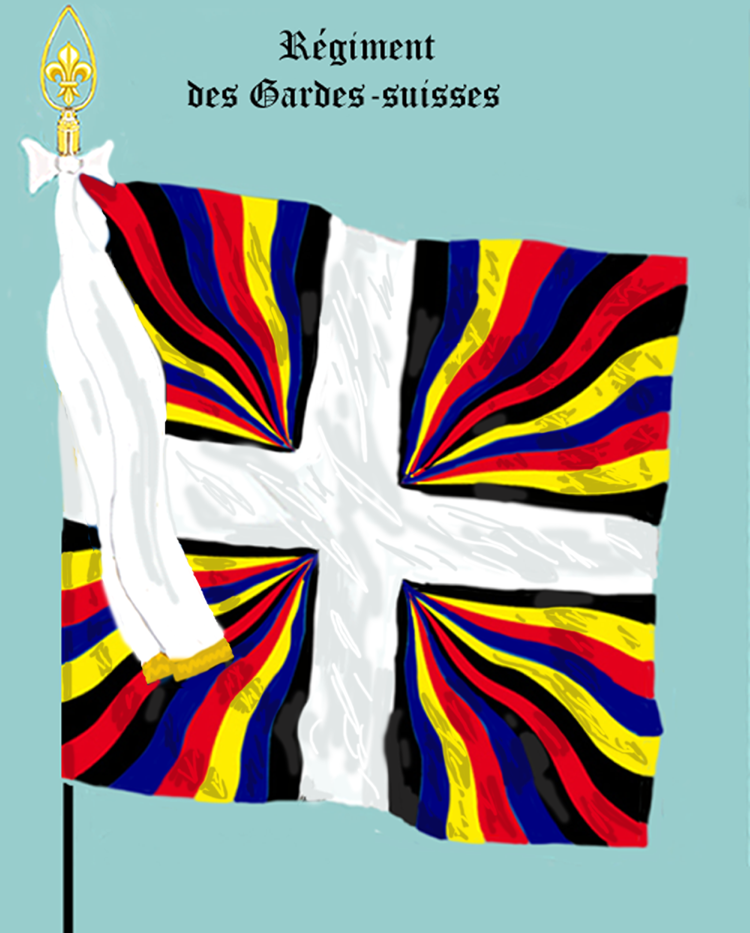
Ordonnanzfahne des Regiments

Die Schweizergarde, eigentlich Regiment der Schweizer und Graubündner Garden (französisch Régiment des Gardes Suisses et Grisons oder Gardes-suisses) war ein aus Schweizer Soldaten gebildetes Regiment der französischen königlichen Garden. Es trat seinen Dienst am 12. März 1616 an und wurde 1792 aufgelöst. Von 1815 bis 1830 bestanden zwei Regimenter Schweizergarde in der Garde royale. Der Begriff Söldner, der im Zusammenhang in fremden Diensten oft genannt wird, ist zum Teil irreführend. Eher trifft der Begriff Reisläufer zu. Da diese Dienste im Ausland auf immer wieder erneuerten Verträgen, die dem ersten Kapitulationsvertrag nach der Schlacht von Marignano folgten, beruhten, wurden sie damit zu Verbündeten. Dennoch bewahrten sie mit großem Erfolg ihren eigenen Zusammenhalt und unterstanden den eidgenössischen Orten, denen sie über den Dienstgang verantwortlich waren.

## Geschichte

### Formationsgeschichte
1567 begann Karl IX. einige Schweizer Kompanien für seine Garde anzuwerben, die jedoch anders als die Palastgarde der Hundertschweizer (Cent-Suisses) echte Feldtruppen waren. Die eidgenössischen Orte gestatten dem König, 6.000 Mann in 20 Fähnlein zu 300 Mann und eine Schwadron von 200 Reitern für diese Truppe anzuwerben. Erster Kommandant war Oberst Ludwig Pfyffer von Altishofen. Auch die nachfolgenden Könige hielten sich unter ihren Garden stets einige Schweizer Kompanien. Heinrich IV. bildete 1599 eine besondere Truppe aus zwei Kompanien, die er als «gens de guerre à pied, suisses, servant à la garde du Roy» bezeichnete. Aus diesen Kompanien bildete schließlich Ludwig XIII. 1616 ein ständiges Regiment, das im 18. Jahrhundert als Vorbild für ähnliche Truppen in den Niederlanden (1748–1796), Spanien, Neapel (1734–1789) und Sachsen (1730–1757 und 1763–1814) diente.
Das Schweizergarderegiment rangierte vor den schweizerischen Regimentern in französischem Dienst bei der Linieninfanterie. Sein Kommandeur war zugleich «Colonel général der Schweizer und Bündner» (also dieser Regimenter) und Inhaber der als Generalskompanie bezeichneten 1. Kompanie des Schweizergarderegiments.
Die Schweizergarde bildete zusammen mit den Gardes françaises eine Brigade und wechselte sich beim Dienst mit diesen ab. Ihr Platz war der erste Hof des Königsschlosses, die französischen Soldaten zur Rechten, die schweizerischen zur Linken. Das Garderegiment begleitete den König auf allen Reisen und versah seinen Dienst ausserhalb der königlichen Paläste, deshalb auch die Bezeichnung als «Äussere Garde». Im Inneren bildete die Kompanie der Hundertschweizer die Wache.
Der Bestand des Regiments schwankte über die Zeit stark. Bei der Gründung umfasste es acht Kompanien zu 160 Mann (Pfyffer, Luzern; Schorsch, Graubünden; Greder, Solothurn; von Gugelberg, Graubünden; von Planta, Graubünden; Gallati, Glarus; Reding, Schwyz; Hässi, Glarus), bis Mitte des 17. Jahrhunderts wuchs es auf 30 Kompanien an. 1763 wurde es auf 16 Kompanien festgesetzt, eingeteilt in vier Bataillone. Das Regiment bestand 1792 aus einem Stab und vier Bataillonen sowie einer Artilleriekompanie mit acht Geschützen und hatte eine Sollstärke von 2.416 Mann, die tatsächliche Stärke war auf 1.500 Mann gesunken, da wegen der unsicheren Lage in Frankreich keine neuen Rekruten mehr in der Schweiz angeworben werden konnten. Die Generalkompanie des Regiments hatte einen eigenen Stab und eigene Justiz.
1815 stellte Ludwig XVIII. die Schweizergarde in Stärke von zwei Regimentern als 7. und 8. Regiment der königlichen Garde neu auf. 1830 wurde die Schweizergarde entlassen.

### Unterbringung

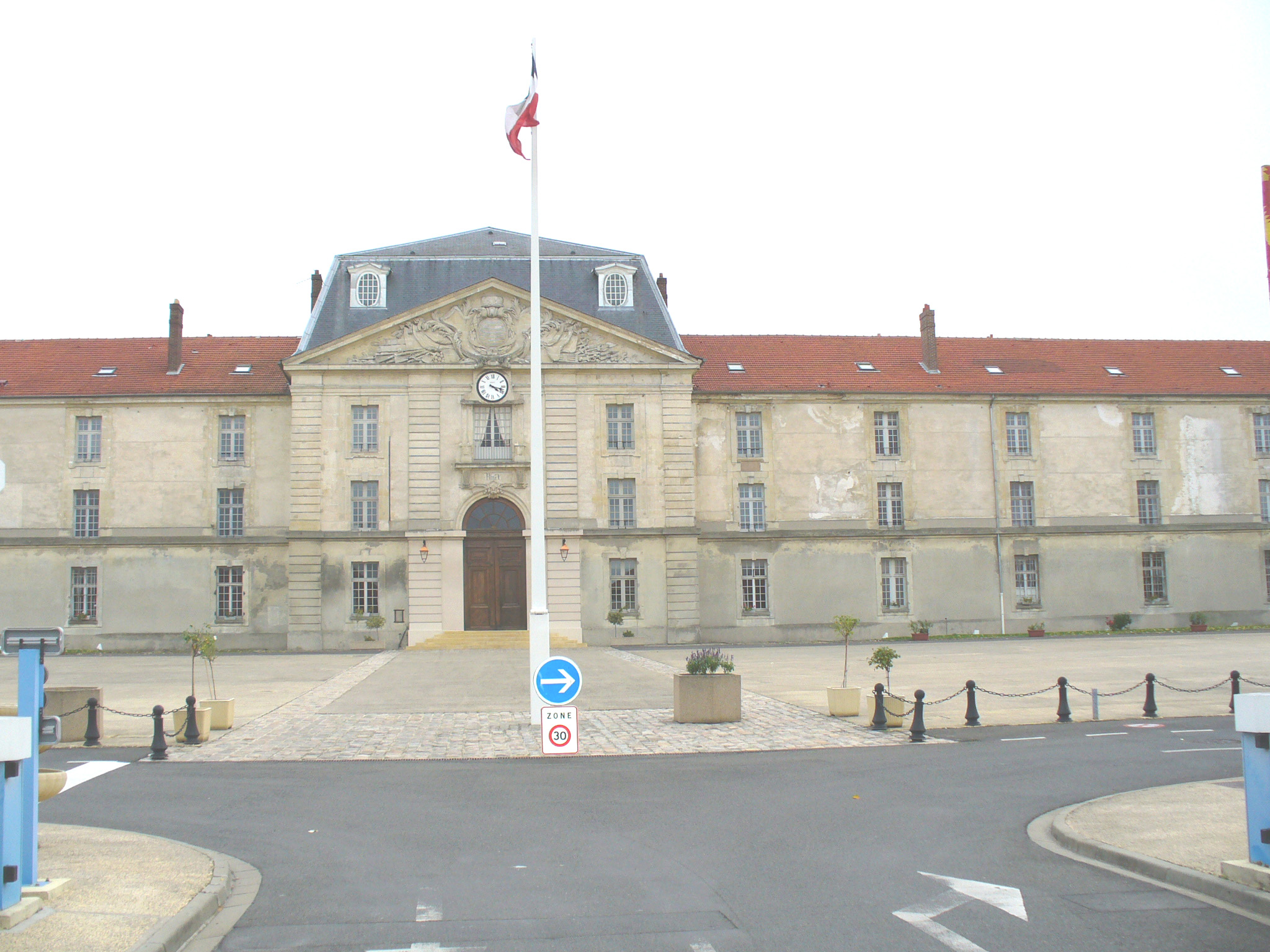
Die Kaserne in Rueil-Malmaison

Um 1690 wurden die ersten Kasernen für die Schweizergarde eingerichtet. Zuvor waren die Soldaten privat in Häusern der Vorstädte von Paris untergebracht. Unter Ludwig XIV. war ein Bataillon in der Kaserne an der Rue Grange-Batelière untergebracht, unter Ludwig XV. kamen die Kasernen St. Roch, Montmartre, Chaillot für das 1. Bataillon, Rueil für das 2. Bataillon und die Caserne Charras in Courbevoie für das 3. und 4. Bataillon dazu.

### Rekrutierung
Die Anwerbung für die Garderegimenter erfasste alle sozialen Schichten. Das Offizierskorps stand aber ausschliesslich dem Adel und dem Patriziat der dreizehn Eidgenössischen und der Zugewandten Orte offen, einzelne Stellen waren erblich. Voraussetzung für die Rekrutierung war die Erfüllung des Gardemaßes. Dieses betrug 1,75 m für die Füsilierkompagnien, 1,82 m für die Generalkompagnie und die Grenadiere. Die Generalkompagnie wurde aus den übrigen zwölf Schweizerregimentern angeworben, aus denen man die grössten und bestaussehenden Soldaten auswählte.
Die Anwerbung erfolgte in der Regel für vier Jahre, wobei die Verpflichtung mehrmals erneuert werden konnte. Ab 20 Dienstjahren galt ein Soldat als Veteran. Neben erwachsenen Soldaten versahen auch die Kinder der Soldaten als Trommler und Pfeifer Dienst im Regiment. Die Söhne der Offiziere traten meist als Kadetten und Fähnriche in jungen Jahren in die Regimenter der Väter ein.

### Einsatzgeschichte

Sturm auf die Tuilerien 1792; Gemälde von Jean Duplessi-Bertaux, 1793

Bereits das erste Regiment unter Oberst Pfyffer zeichnete sich aus, indem es den französischen König während des Rückzugs von Meaux über einen 72-stündigen Marsch durch die gegnerische Armee hindurch schützte. Das Schweizergarderegiment unter Oberst Kaspar Gallati verteidigte den König Heinrich III. am Barrikadentag 1588 und nahm an den Schlachten bei Arques 1589 und Yvry 1590 teil. Heinrich IV. setzte die Schweizergardetruppen im Krieg gegen Savoyen ein.
- 1621: Belagerung von Montauban – Belagerung von Saint-Antonin
- 1622: Belagerung von Montpellier – Belagerung von Saint-Jean-d’Angély

Das Garderegiment nahm an 71 Feldzügen, 154 Schlachten und 30 Belagerungen teil, beschränkte sich aber in den letzten Jahren des Ancien Régime auf den Schutz der königlichen Residenzen in Paris bzw. Versailles. Zu Beginn der Französischen Revolution kam es im August 1789 zu einer Meuterei im 2. Bataillon, und einige Soldaten desertierten, doch der Großteil der Truppe hielt treu zum König. Regimentsinhaber war dessen Bruder, der Graf von Artois Charles Philippe, Kommandant (Colonel-lieutenant) war ein Schweizer Berufsoffizier. Die Loyalität zu den Bourbonen bezahlte der Großteil der Schweizergarde beim Tuileriensturm am 10. August 1792 und den September-Massakern mit dem Leben. An diese Tragödie erinnern das Löwendenkmal in Luzern, die Medaille vom 10. August 1792 und der Name der eidgenössischen Stiftung Fondation 1792. Im gleichen Jahr löste die Nationalversammlung das Regiment auf.
Nach der Restauration nahm die Schweizergarde 1823 am Feldzug nach Spanien teil und verteidigte das Königshaus ein letztes Mal während der Julirevolution, wobei wiederum mehrere hundert Mann zu Tode kamen.

### Erscheinungsbild
Zuerst trugen die Gardisten graue Röcke mit blauen Aufschlägen. Um 1700 wurden die charakteristischen roten Röcke mit weissen Aufschlägen eingeführt, dazu blaue Hosen und Strümpfe. Die Soldaten trugen weisse Gamaschen, die Grenadiere ab 1780 Bärenfellmützen, die übrigen Soldaten Dreispitze. Die Offiziere trugen seit 1763 scharlachrote Röcke mit königsblauen, silberbestickten Aufschlägen und Krägen, weisse Westen und Hosen, silberne Epauletten, weissen Degengurt und einen silberbestickten Dreispitz. Nach der Restauration ersetzte der Tschako den Hut.
Seit Ludwig XIV. hatte jede Kompanie des Regiments ihre eigene Fahne. Alle zeigten ein durchgehendes weisses Kreuz, das vier in den Farben des Generalobersten der Schweizer und Bündner geflammte Viertel bildete. Später hatte ein Bataillon noch zwei Fahnen. Die Generalkompanie hatte eine spezielle Fahne, die weiss und mit goldenen Lilien besät war.

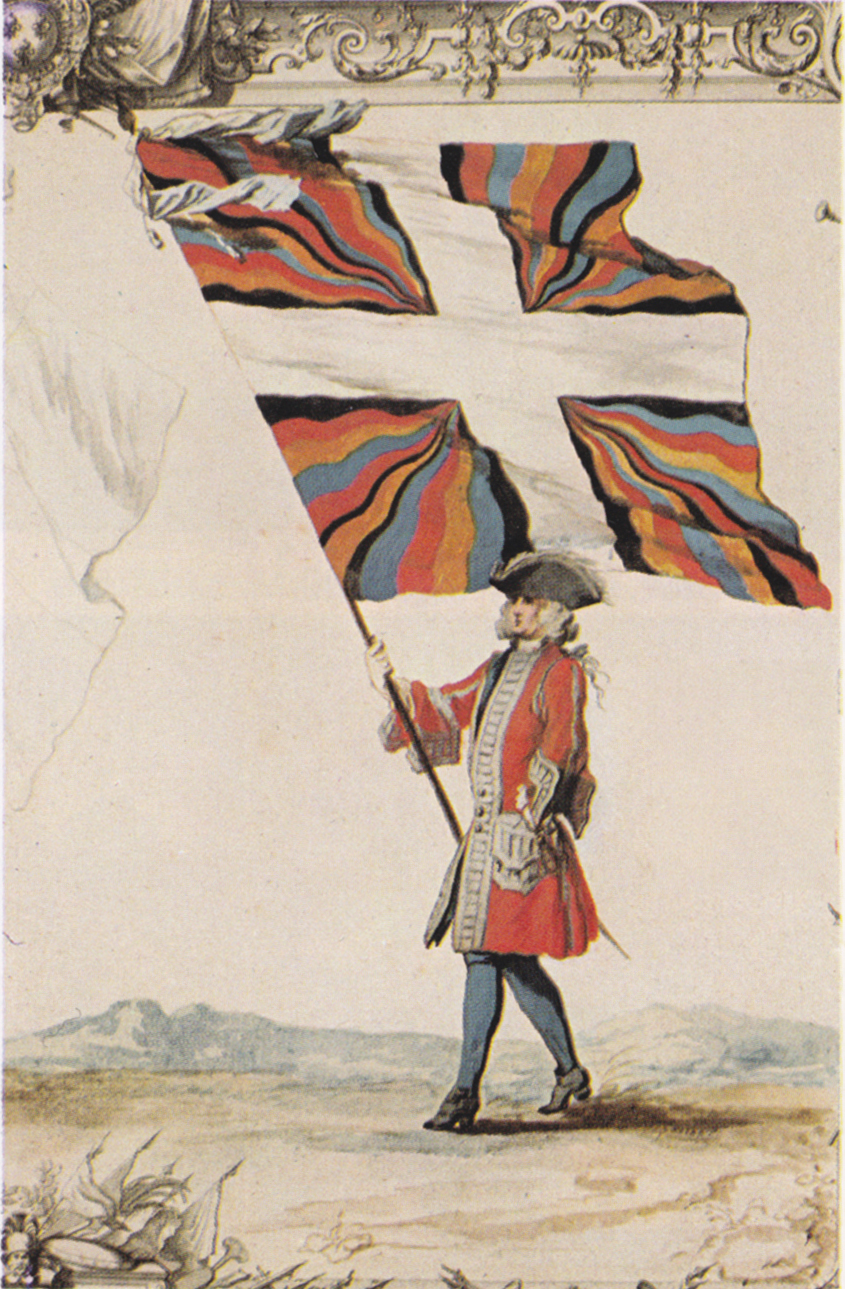
Fähnrich mit Ordonnanzfahne 1721
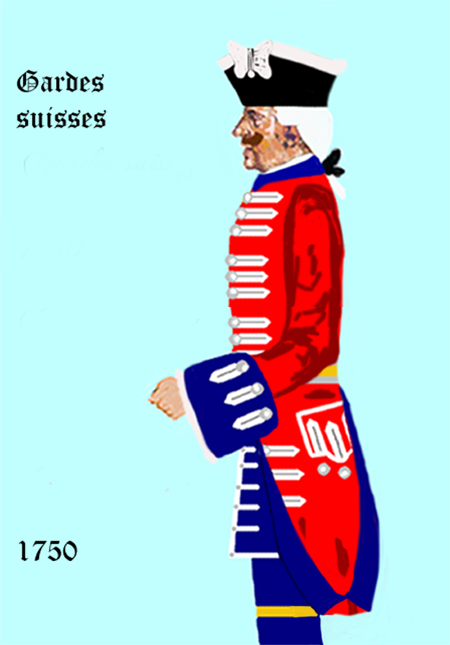
Mannschaftsuniform um 1750
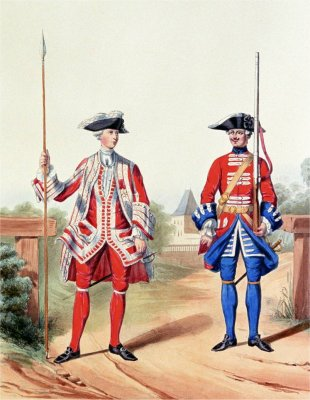
Soldat und Offizier 1757
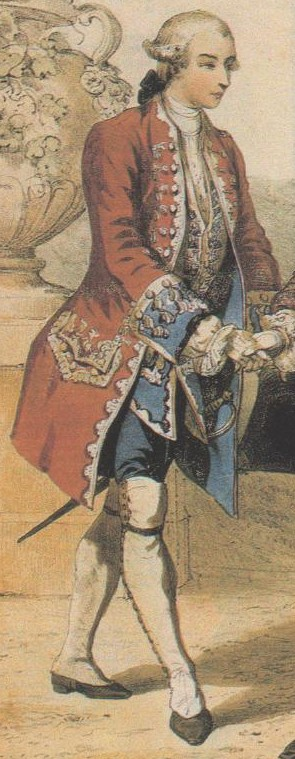
Offizier, spätes 18. Jahrhundert
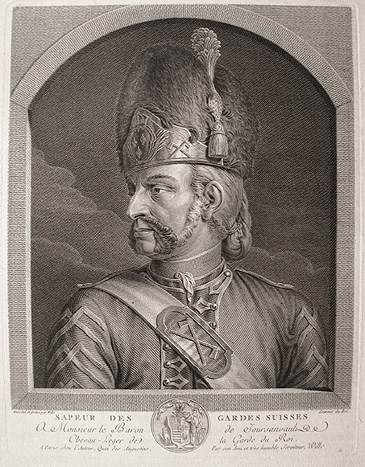
Sappeur 1779
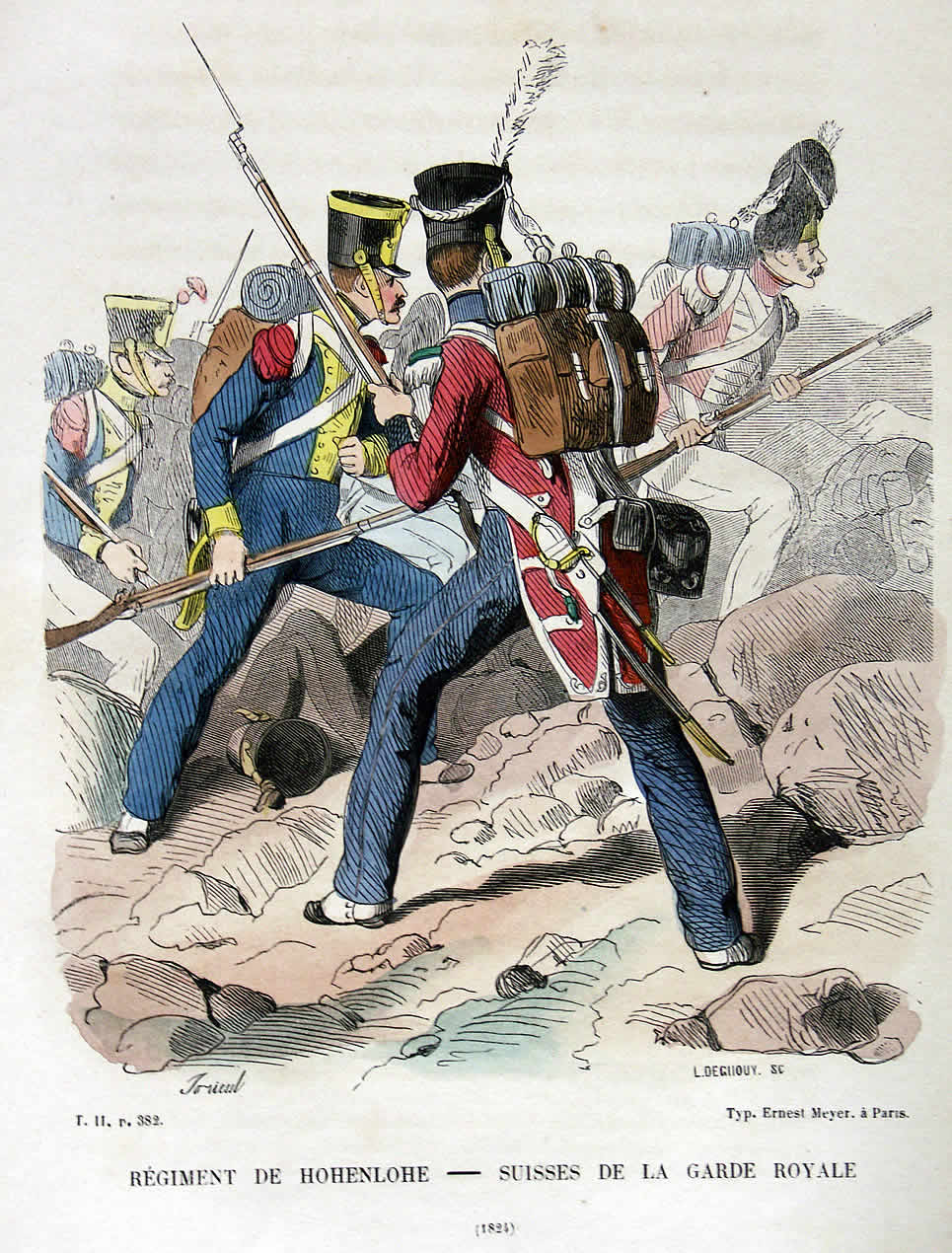
Füsilier und Grenadier 1824 (rechts in rot, links Soldaten des Regiments Hohenlohe in blau)

### Regimentsinhaber und Kommandeure

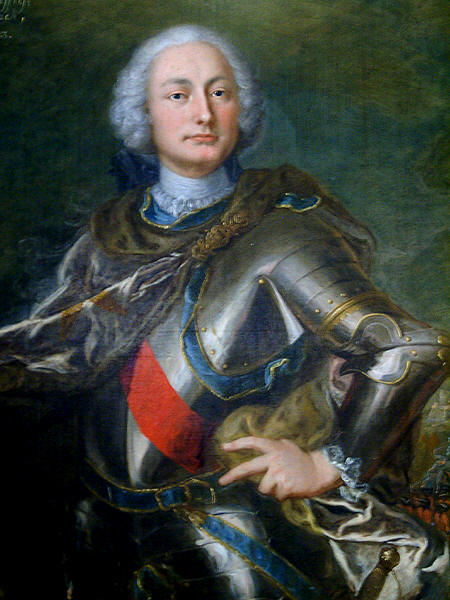
Louis Augustin d’Affry, letzter Kommandant der Garde

Inhaber und Kommandeure des Schweizergarde-Regiments waren:
Regimentsinhaber
- 1643–1647 François de Bassompierre
- 1647–1656 Charles de Schomberg
- 1656–1673 Eugen Moritz von Savoyen-Carignan, Graf von Soissons
- 1674–1736 Louis Auguste de Bourbon, Herzog von Maine
- 1736–1755 Louis-Auguste II. de Bourbon, Prinz von Dombes
- 1755–1762 Louis Charles de Bourbon, Graf von Eu
- 1762–1771 Étienne-François de Choiseul
- 1771–1789 Charles Philippe, Graf d’Artois

Schweizer Kommandeure im Rang eines Colonel (entspr. dt. Oberst):
- 1616–1619 Kaspar Gallati (Glarus)
- 1619–1628 Fridolin Hässi, auch Hessy (Glarus)
- 1628–1635 Johann Ulrich Greder (Solothurn)
- 1635–1651 Kaspar Freuler (Glarus)
- 1651–1655 Johann Melchior Hässi (Glarus)
- 1655–1685 Laurenz von Stäfflis-Molondin (Solothurn)
- 1685–1701 Johann Peter Stuppa (Graubünden, Chiavenna)
- 1701–1702 Moritz Wagner (Solothurn)
- 1702–1722 François de Reynold (Freiburg)
- 1722–1736 Johann Viktor von Besenval (Solothurn)
- 1736–1742 Johann Jakob von Erlach (Bern)
- 1742–1743 Rudolf von Castella (Freiburg)
- 1743–1767 Beat Franz Plazidus Zurlauben (Zug)
- 1767–1792 Louis Augustin d’Affry (Freiburg)

Kommandanten der Schweizerbrigade der königlichen Garde in der Stellung eines Lieutenant-général waren:
- 1815–1819 Heinrich von Salis-Zizers (Graubünden)
- 1819–1825 François Mallet (Genf)
- 1825–1830 Heinrich Höngger (St. Gallen)

Seit 1759 existierte auch noch das Amt eines Generalinspekteurs der Schweizertruppen, dem die Garderegimenter ebenfalls unterstellt waren:
- 1759–1762 Rudolf von Castella
- 1762–1770 Peter Viktor von Besenval

### Einkommensverhältnisse
Der Sold der Gardetruppen war höher als der normale Sold für Schweizertruppen in französischen Diensten. Er betrug pro Jahr:
- Füsilier: 180 Livres
- Grenadier: 200 Livres
- Sergeant: 630 Livres
- Fähnrich: 1400 Livres
- Premier-Lieutenant: 3000 Livres
- Hauptmann: 7200 Livres
- Oberst: 22.000 Livres

## Prominente Angehörige der Schweizergarde
- Jost Dürler, Kommandant der Verteidiger während des Tuileriensturms
- Hieronymus von Erlach
- Ludwig von Flüe (letzter Kommandeur 1792)
- Karl Ludwig von Erlach
- Samuel Frisching
- Peter Viktor von Besenval
- Karl Josef Anton Leodegar von Bachmann
- Franz Bernhard Meyer von Schauensee